# Ованес Олов
Оване́с Оло́в (арм. Հովհաննես Հոլով), рожд. Оване́с-Ако́п Костанднуполсеци́ (арм. Հովհաննես-Հակոբ Կոստանդնուպոլսեցի) — армянский грамматик и переводчик XVII века, религиозный деятель Армяно-католической церкви.

## Жизнь и деятельность
Родился в 1635 году в Константинополе, в раннем возрасте иммигрировал в Европу и принял католичество. В 1660—1667 годах учился в высших учебных заведениях Рима (колледж Sacra Congregatio de Propaganda Fide) и Лиона, одновременно занимался переводческой и проповеднической деятельностью. После окончания обучения становится надзирателем над армянскими издательствами Марселя (изд-во Воскана Ереванци) и Ливорно, но своей деятельностью защищал интересы армянских книгопечатников, вследствие чего потерял работу.
Перевёл с латинского ряд церковных книг, в том числе сочинение знаменитого мистика XV в. Фомы Кемпийского «О подражании Христу» (лат. Imitatio Christi, арм. Համահետեվումն Քրիստոսի). В 1670 году издаётся первая книга Ованеса — армянский перевод сочинения «Духовный сад» (лат. Giardino Spirituae, арм. Պարտէզ հոգեւոր), однако широкую известность он приобрёл благодаря изданию в 1674 году в Риме своего грамматического труда «Чистота армянской речи или грамматика армянского» (арм. Զտութիւն հայկաբանութեան կամ Քերականութիւն հայկական), а через год и его латинского перевода (с незначительными изменениями): «Puritas Haygica, sev grammatica Armenica». Ованес различает три разновидности армянского: наряду с традиционными «письменным» (lingua haigica, то есть грабар) и «разговорным» (lingua vulgaris, то есть простонародные диалекти) вводит новый термин — «гражданский» (lingua civilis, смешанний между первыми двумя вариант, на котором разговаривали ораторы, адвокаты и купцы; ранняя форма ашхарабара). В книге однако изучается только грабар, который, по мнению автора, имел наиболее «чистую и упорядоченную» грамматику. Из-за своих грамматических трудов и получил прозвище «Олов» (по-армянки — падеж). Считается одним из основоположников так называемой «латинизированной модели» армянской грамматики. В том же 1674 году в Марселе вышло в свет его «Краткое риторическое искусство» (арм. Համառոտություն ճարտասանական արվեստի), а в 1675 году в Риме печатается его «Грамматика латинского изложенная на армянском» (арм. Քերականութիւն լատինական հայերեն շարադրեցեալ, лат. Grammatica latina armenice explicata).
Последние годы жизни провёл в Венеции, где по всей видимости играл значительную роль в культурной жизни города. Известно, что он преподавал религию в институте Катекумени, был репетитором турецкого языка венецианского посла в Константинополе, отредактировал переведённый венецианскими студентами на итальянский, арабский и латинский языки сборник турецких пословиц. В 1683 году издал знаменитый «Дашанц тухт», вместе с переводом на итальянский, а в 1687 году написал и опубликовал вторую на ашхарабаре (и первую с религиозным содержанием) книгу «Комментарии к псалмам» (арм. Պարզաբանութիւն հոգենուագ սաղմոսացն), в котором поднял обработку ашхарабара на новый уровень и впервые публично защитил его использование. Есть мнение, что он являлся редактором также и первой печатной книги на ашхарабаре — математического труда «Искусства счисления» (арм. Արհեստ համարողութեան). В общей сложности уже при жизни были опубликованы по меньшей мере 15 авторских и переводческих трудов Ованеса, что делает его самым издаваемым автором в 300-летней (1512—1800) истории армянской древнепечатной книги. Умер в Венеции, 24 ноября 1691 года.

Обложки некоторых ранних изданий трудов Ованеса Олова
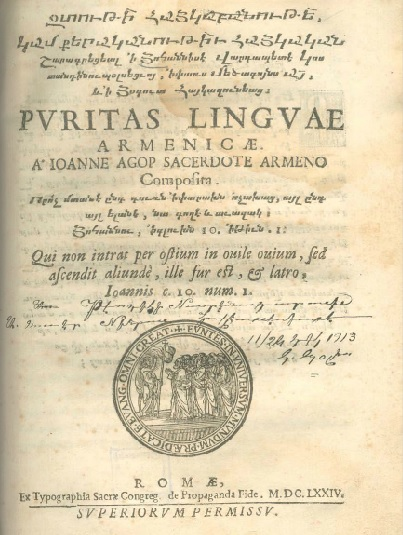
«Чистота армянской речи», Рим, 1674 год
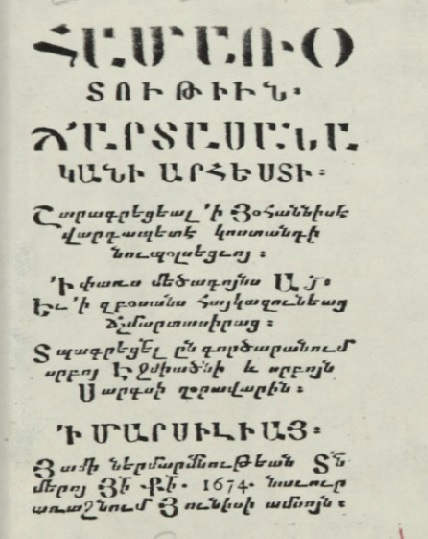
«Риторическое искусство», Марсель, 1674 год
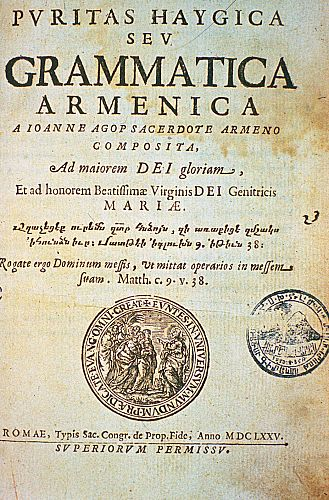
«Чистота армянской речи», на лат. , Рим, 1675 год
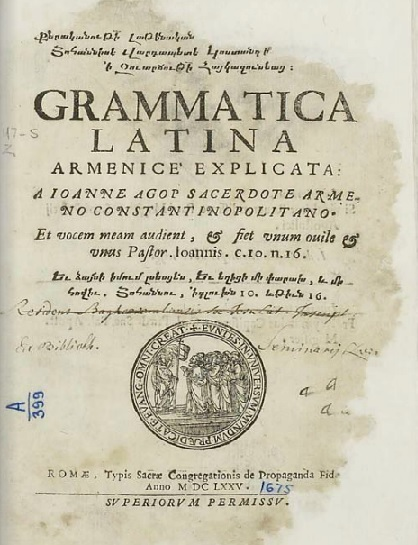
«Грамматика латинского», Рим, 1675 год
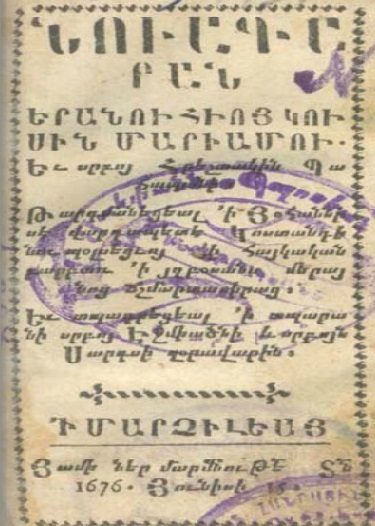
«Гимнарий Деве Марие», Марсель, 1676 год
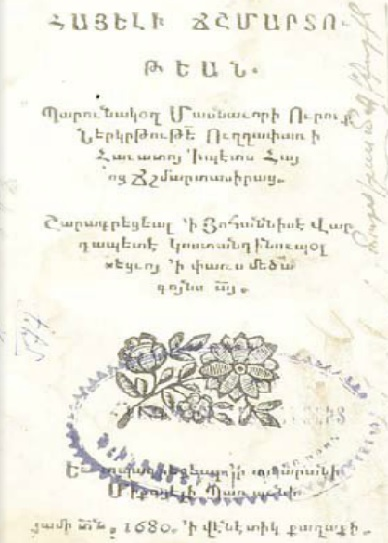
«Зеркало правды», Венеция, 1680 год
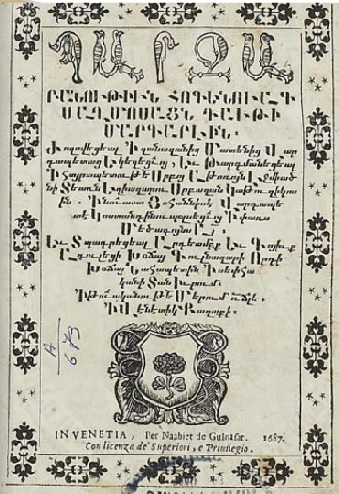
«Комментарии к псалмам», Венеция, 1687 год

## Примечание
1. 1 2 3  Հայկական սովետական հանրագիտարան (арм.) / под ред. Վ. Համբարձումյան, Կ. Խուդավերդյան — Հայկական հանրագիտարան հրատարակչություն, 2000.
2. ↑  Kevork B. Bardakjian A Reference Guide to Modern Armenian Literature, 1500-1920 Wayne State University Press, 2000. стр. 98
3. 1 2 3 4  Francesca Scarpa Per la storia degli studi turchi e armeni a Venezia: Il sacerdote armeno Giovanni Agop, in: Annali di Ca' Foscari. Vol. 39, № 3, 2000. стр. 107—130
4. 1 2 3 4  A. J. Hacikyan, G. Basmajian, E. S. Franchuk, N. Ouzounian. The Heritage of Armenian Literature: From the sixth to the eighteenth century. — Detroit, MI: Wayne State University Press, 2002. — С. 650. — 1108 с. — ISBN 0814330231.
5. 1 2  Ованес Олов = Հովհաննես Հոլով // Армянская Советская Энциклопедия. — Ереван, 1980. — Т. 6. — С. 563. Архивировано 3 сентября 2014 года.
6. 1 2 3  Avedis Krikor Sanjian Medieval Armenian Manuscripts at the University of California, Los Angeles University of California Press, 1999
7. ↑  История всемирной литературы: в 9 т. Архивная копия от 7 марта 2016 на Wayback Machine Том 4. 1987, стр. 425
8. ↑  Полное название книги «Чистота армянской речи или грамматика армянского, изложенная вардапетом Ованесом Костанднуполсеци, во славу Всевышного Господа и в пользу потомков Хайка». Заглавие написано также на латинском — Purita Linguae Armenicae, то есть Чистота армянского языка
9. ↑  Г. Мурадян Отношения латинофильской армянской грамматики к грекофильской Архивная копия от 3 сентября 2014 на Wayback Machine Банбер Матенадарани № 19. 2012, стр. 341—358
10. 1 2 3  Десницкая А., Кацнельсон С. История лингвистических учений Архивная копия от 23 октября 2013 на Wayback Machine Ленинград, «Наука». 1981. стр. 40
11. ↑  Балинт Ковач Армянские библиотеки и армянская литература в Трансильвании Архивная копия от 25 июля 2014 на Wayback Machine, in: Из истории армяно-украинских, венгерских и молдавских отношений. Сборник статей и материалов. Ереван, 2012
12. ↑  И. П. Сусов История языкознания: Глава 4.5. Формирование лингвистической мысли в Армении Архивная копия от 2 мая 2015 на Wayback Machine М., 2006
13. ↑  V. M. Kurkjian A History of Armenia, New York, 1958
14. ↑  Alessandro Orengo Grammatiche e dizionari dell’italiano, scritti da armeni fra sei e settecento Архивная копия от 3 сентября 2014 на Wayback Machine, in:Rassegna Armenisti Italiani, Vol 7, 2004
15. ↑  Թուղթ սիրո եւ միաբանութեան … Lettera dell’amicitia e dell’vnione di Costantino gran Cesare e di San Siluestro sommo pontefice, e di Tridade re dell’Armenia, e di S. Gregorio Illuminatore della natione armena scritta nell’anno del signore 316 Архивная копия от 18 декабря 2021 на Wayback Machine, Венеция, 1683
16. ↑  East and West in the Crusader States. ed. Krijna Nelly Ciggaar, Herman G. B. Teule. Peeters Publishers, 2003. стр. 81
17. ↑  Армянский язык = Հայերեն // Энциклопедия «Христианская Армения». — Ереван, 2002. — С. 558. Архивировано 1 октября 2015 года.
18. ↑  С. Чемчемян Армянская типография в Марселе Архивная копия от 31 мая 2019 на Wayback Machine, Историко-филологический журнал АН АрмССР, 1988, № 1. стр. 207—209
19. ↑  Sushil Chaudhury, Gegham Gewonean Armenians in Asian Trade in the Early Modern Era Les Editions de la MSH, 2008
20. ↑  Kéram Kévonian, Marchands arméniens au XVIIe siècle: À propos d’un livre arménien publié à Amsterdam en 1699, in: Cahiers du monde russe et soviétique. Vol. 16 N°2. Avril-juin 1975. pp. 199—244
21. ↑  Hakob Meghapart Project. Дата обращения: 30 августа 2014. Архивировано из оригинала 3 сентября 2014 года.
22. ↑  К. С. Тер-Давтян О двух переводах Ованеса Олова Архивная копия от 3 сентября 2014 на Wayback Machine Банбер Матенадарани № 16. 1994, стр. 111—119
23. ↑  Армянская книга и книгопечатание = Հայ գիրքը և տպագրությունը // Армянская Советская Энциклопедия. — Ереван, 1987. — Т. 13. — С. 464. Архивировано 3 сентября 2014 года.